# Cementerio Real de Ur

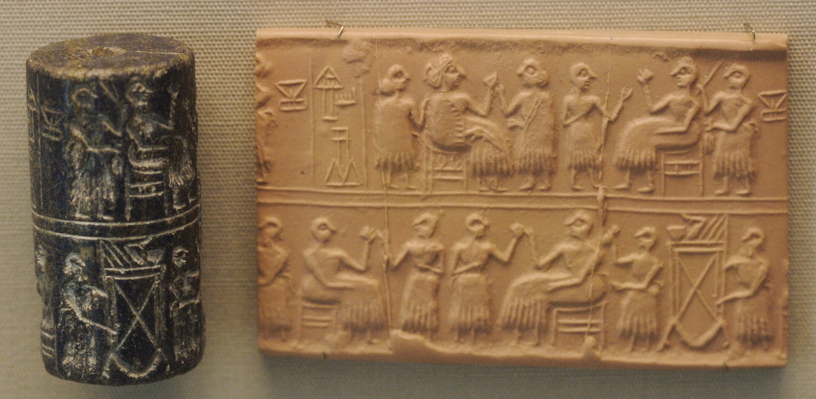
Sello cilíndrico de la Reina Puabi

El Cementerio Real de Ur es lugar arqueológico en la actual provincia de Dhi Qar, en el sur de Irak. Las excavaciones iniciales en Ur tuvieron lugar entre 1922 y 1934 bajo la dirección de Leonard Woolley en asociación con el Museo Británico y el Museo de Arqueología y Antropología de la Universidad de Pensilvania  en Filadelfia, Pennsylvania.
Este cementerio, es uno de los sectores más privilegiados de la ciudad de Ur, ya que podemos ver una enorme cantidad de enterramientos (en torno a 2000 enterramientos). Estas tumbas presentan ciertas singularidades, una de las cuales es la existencia de sacrificos humanos. 
Lo más significativo del cementerio real de Ur son sus tumbas monumentales, pequeñas cámaras a las que se accede por un pasillo inclinado (llamado dromos). Hay otras tumbas de mayor complejidad formadas por varias "habitaciones" por las que se distribuyen los ajuares funerarios. En una de las tumbas del cementerio real de Ur apareció "el estandarte de Ur", y en otra de esas tumbas, encontramos el casco de Meskalamdug, el cual es una de las piezas más importante encontradas en este cementerio.
Las tumbas de Ur y la disposición de éstas, es lo único con lo que contamos para averiguar cómo eran los palacios en la época.

## Galería

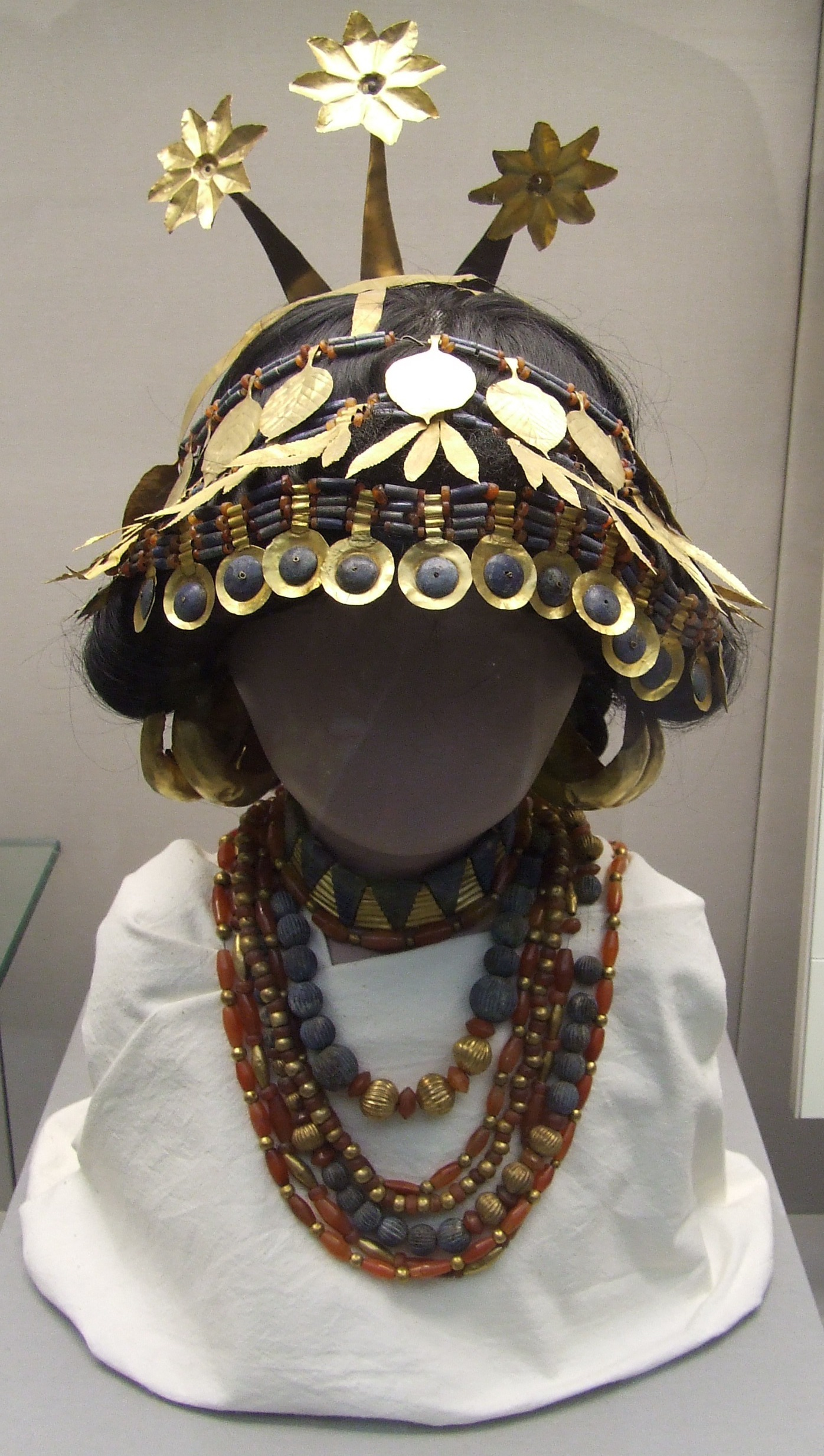
Collares y tocados sumerios reconstruidos, encontrados en la tumba de Puabi, alojados en el Museo Británico.
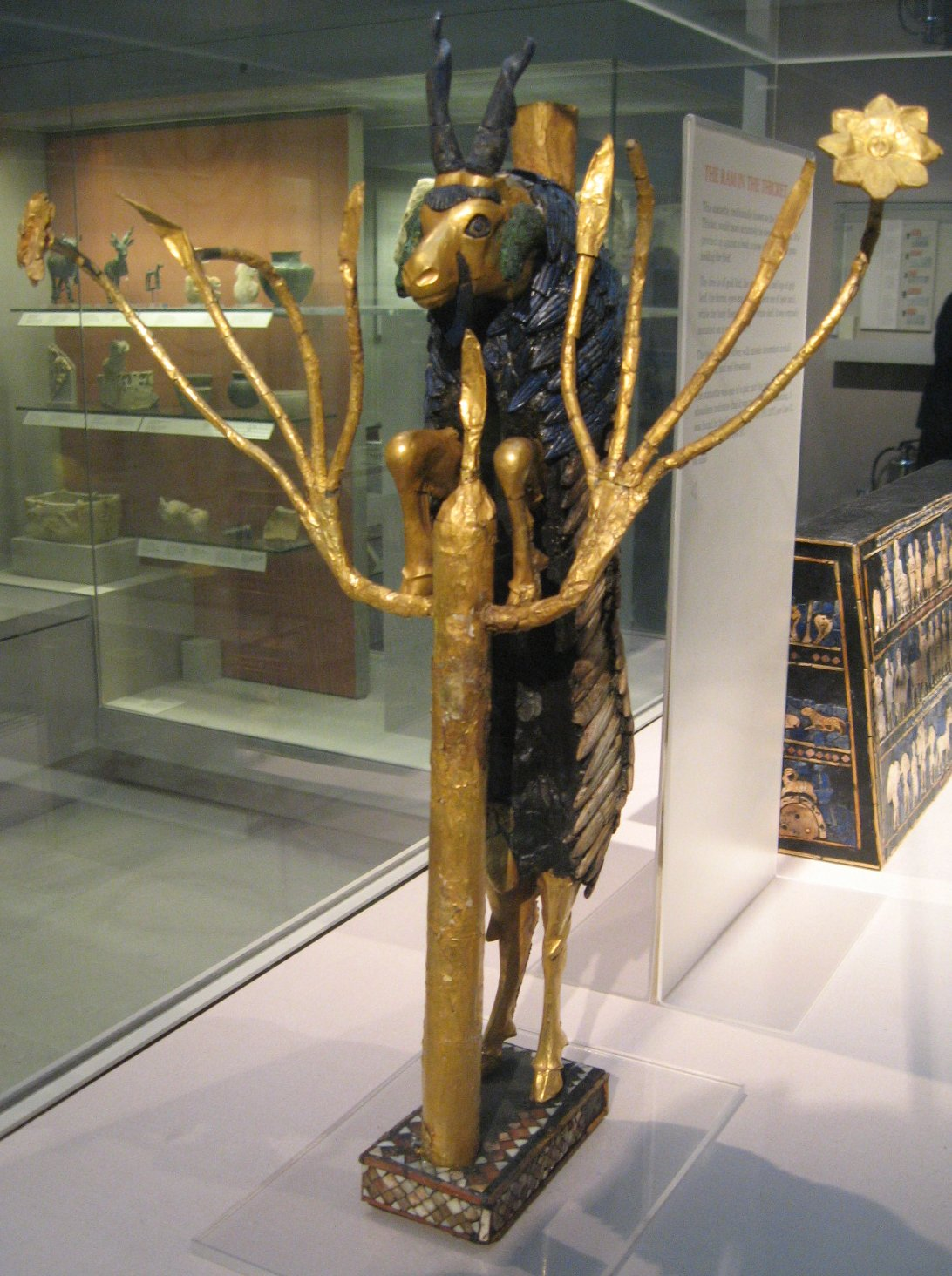
Carnero en un matorral
El Estandarte de Ur